# Agata (association)
Pour les articles homonymes, voir Agata.
Agata (stylisé AGATA), également appelé l'Association lituanienne des droits voisins (en lituanien : Lietuvos gretutinių teisių asociacija), est un organisme sans but lucratif créé en 1999 qui défend les intérêts de l'industrie du disque en Lituanie. 
Agata est membre associé de la Fédération internationale de l'industrie phonographique (IFPI).

## Historique
En 2011, il est devenu l'organisme désigné de la Lituanie pour la perception de la rémunération des auteurs-compositeurs, interprètes, acteurs et producteurs.
En septembre 2018, Agata a commencé de publier chaque semaine les 100 meilleurs classements des albums et singles les plus populaires en Lituanie. Les classements hebdomadaires sont basés sur les ventes physiques et les ventes de flux de Spotify, Deezer, Apple Music, iTunes, Google Play et Shazam,.

## Classements et certifications
- Albumų Top 100 : le classement des 100 albums les plus vendus
- Singlų Top 100 : le classement des 100 singles les plus vendus